# جشنواره بین‌المللی فیلم فستوریا
جشنواره بین‌المللی فیلم فستوریا د تروی (به پرتغالی: Festróia Festival Internacional de Cinema de Tróia) یک جشنواره فیلم است که هر ساله در ستوبال پرتغال برگزار می‌شود. این جشنواره در سال ۱۹۸۵ بنیان گذاشته شد. مهم‌ترین جایزه جشنواره فیلم فستوریا، دلفین طلایی است.